# Lycalopex vetulus
El jaguapitango, zorro de campo común (raposa-do-campo) o zorro de dientes pequeños (Lycalopex vetulus) es una especie de cánido del género Lycalopex endémica en Brasil. 
Es un animal esbelto con un hocico relativamente corto y puntiagudo, con orejas grandes. Habita, principalmente, el ecosistema brasileño del Cerrado, aunque puede ser encontrado en hábitats transicionales.
Es un animal omnívoro, aunque se alimenta principalmente de termitas, escarabajos peloteros, otros insectos y pequeños vertebrados.
Fue descrito por Lund en 1842 como Canis vetulus. Posteriormente fue trasladado al género Lycalopex. A mediados de la década de 2010 se podía encontrar escrito como Pseudalopex vetulus, sinónimo del nombre aceptado.

## Descripción
El jaguapitango tiene un hocico corto, dientes pequeños y un pelaje corto con rayas oscuras en el lomo. La cola es negra en la punta con una marcada línea oscura a lo largo de la parte dorsal. Las orejas y la parte exterior de las piernas son rojizas o leonadas. El dorso es gris, y la parte ventral del cuerpo es de color crema o beige. El zorro Hoary pesa entre 2,7 y 4 kilogramos, el largo de la cola es de entre 28 y 32 centímetros, y el del cuerpo, de entre 58 y 64 centímetros. Son animales de actividad diurna.

## Dieta
Come principalmente insectos, pero también roedores.

## Distribución
Vive en algunas áreas de Sudamérica. Normalmente vive donde hay bosques abiertos, matorrales, mesetas y sabanas que son llanas o con árboles dispersos.

## Reproducción
Las hembras suelen parir de 2 a 4 crías. Normalmente se reproducen en otoño.